# Devlaligetal
In de getaltheorie, een onderdeel van de wiskunde, is een Devlaligetal een positief geheel getal dat niet geschreven kan worden als de som van een positief geheel getal {\displaystyle n} en de cijfers waaruit dat getal {\displaystyle n} bestaat. 
Deze som is voor het getal {\displaystyle 123} bijvoorbeeld {\displaystyle 123+(1+2+3)=129}.
Voorbeelden
- Het getal {\displaystyle 10} is geen Devlaligetal, want {\displaystyle 10} kan met {\displaystyle n=5} geschreven worden als {\displaystyle 10=5+5}.
- Het getal {\displaystyle 20} is wel een Devlaligetal want voor {\displaystyle n=14} is {\displaystyle 14+1+4=19} en voor {\displaystyle n<14} zijn de bedoelde sommen kleiner. Voor {\displaystyle n>14} zijn de sommen groter of gelijk aan {\displaystyle 15+1+5=21}.

Devlaligetallen werden voor het eerst in 1949 beschreven door de Indiase wiskundige D.R. Kaprekar. Devlali (India) was de woonplaats van Kaprekar. Engelse namen zijn ook: self number en Colombian number.

## Devlaligetallen tot 500
De eerste Devlaligetallen met het grondtal 10 zijn:
1, 3, 5, 7, 9, 20, 31, 42, 53, 64, 75, 86, 97, 108, 110, 121, 132, 143, 154, 165, 176, 187, 198, 209, 211, 222, 233, 244, 255, 266, 277, 288, 299, 310, 312, 323, 334, 345, 356, 367, 378, 389, 400, 411, 413, 424, 435, 446, 457, 468, 479, 490